# オーボ・アカデミー大学
オーボ・アカデミー大学（オーボ・アカデミーだいがく、スウェーデン語: Åbo Akademi）は、フィンランドのトゥルクにあり、スウェーデン語で教育が行われる大学。オーボとは、トゥルクにおけるスウェーデン語名称である。1918年に設立され、トゥルク市にある3つの大学（オーボ・アカデミー大学、トゥルク大学、トゥルク経済学校）の中で最も古い。2004年現在、7,941人の学生と1,125人の職員が在籍する。キャンパスはトゥルクの他、ヴァーサ、ヤコブスタード、ヘルシンキ、オーランド諸島にも構えられている。私立機関として設立した大学であるが、1981年に公立化した。
1640年にトゥルクで設立し、後に1827年のトゥルク大火によりヘルシンキに移転した王立オーボ・アカデミー（現：ヘルシンキ大学）と混同しないように注意すること。
大学の規則により、北欧諸国出身でスウェーデン語を話さない入学志望者は、スウェーデン語のテストを受け、同語で支障無く学べる能力を持つことを証明する必要がある。一方、北欧諸国以外の出身の志望者は、試験の言語をスウェーデン語か英語から選ぶことができる。

## 組織
- 芸術学部
- 理学部
- 経済社会学部
- 工学部
- 神学部
- 教育学部（所在地はヴァーサだが、ヤコブスタードに1つの機関を構える。）
- 社会介護科学部（ヴァーサ）

加えて、以下の施設や共同プログラムを有する。
- メディアシティ（ヴァーサ）
- 言語センター
- 生涯教育センター
- 人権研究所
- トゥルクPETセンター（トゥルク大学、トゥルク大学病院との共同機関）
- トゥルク計算機科学センター（TUCS）（トゥルク大学等との共同機関）
- トゥルク生物工学センター（トゥルク大学等との共同機関）